# Uranotaenia obscura
Uranotaenia obscura är en tvåvingeart som beskrevs av Edwards 1915. Uranotaenia obscura ingår i släktet Uranotaenia och familjen stickmyggor. Inga underarter finns listade i Catalogue of Life.